# Budapesti TC
Budapesti TC (Budapeszteński Klub Gimnastyczny) – klub powstał w 1885 roku. Od 1895 r. posiadał pierwszą na Węgrzech drużynę piłkarską, będącą jedną z sekcji klubu. 31 października 1897 roku piłkarze BTC rozegrali na Millenárisie mecz z Cricketerem z Wiednia, który uznaje się na Węgrzech za początek zorganizowanego piłkarstwa. BTC zdobyło pierwsze dwa piłkarskie mistrzostwa Węgier. Od 1926 roku liga węgierska przeszła na profesjonalizm. Niektóre kluby nie były w stanie sprostać wymogom zawodowej piłki. Było nim też BTC, które rozwiązano w 1926 r. Piłkarze BTC przed I wojną światową często przyjeżdżali na towarzyskie spotkania z drużynami z Krakowa i Lwowa.

## Osiągnięcia
- Mistrz Węgier: 1901, 1902
- Wicemistrz: 1903
- III miejsce: 1904, 1908/09, 1912/13
- Puchar Węgier: –
- Finał Pucharu: 1909/10
- W lidze (22 sez.): 1901-04, 1907/08-1924/25